# Georges Michel (nageur)
Pour les articles homonymes, voir Georges Michel et Michel.
Georges Alphonse André Michel dit Géo Michel, ou Jo ou bien encore le Gros, né le 8 avril 1890 à Sainte-Menehould et mort le 6 mai 1960 dans le 10e arrondissement de Paris, est un nageur de fond français, spécialisée en nage libre.

## Biographie

### Vie professionnelle
Boulanger de métier comme son père, Georges Michel est domicilié dans le 16e arrondissement de Paris en 1910, puis se fixe à Marly-le-Roi en 1913. Il réside ensuite à Levallois-Perret de 1921 à 1934 avant de s’installer à Neuilly-sur-Seine de 1934 à 1939, date de sa radiation des obligations militaires.
Mobilisé comme canonnier servant, il sert au front dans l’artillerie durant toute la Première Guerre mondiale.
Outre sa profession de boulanger, Georges Michel a également exercé l’activité de professeur de natation. À son décès, il était commerçant à Saint-Just-en-Chaussée (Oise).

### Carrière sportive
À partir de 1908, il s'entraîne au Club des nageurs Paris. En 1909, il est deuxième de la traversée de Tours à la nage et troisième l'année suivante.
Présenté comme artilleur puis boulanger à Levallois-Perret au fil de ses différentes participations à la traversée de Paris à la nage professionnelle, Georges Michel gagne cette compétition en 1918. Il se classe deuxième de la même épreuve en 1910 et 1917 ainsi qu'en 1924, finit troisième de la course en 1908 et quatrième en 1911 et 1912. En 1909 et 1911, il est deuxième de la traversée de Lyon à la nage. Il arrive par ailleurs deux fois troisième lors des éditions 1920 et 1921 de la Coupe de Noël, course annuelle traversant la Seine au pont Alexandre III de Paris. En 1913, il se classe quatrième de la traversée de Lille à la nage.
En août 1926, il remporte le marathon nautique Corbeil-Paris avec une perte de poids de 5 livres. Peu après la même année, il devient le premier Français à réussir la traversée de la Manche, à sa onzième tentative en partant depuis le Cap Gris-Nez. Il établit ainsi un record de temps de 11 heures et 5 minutes qui se perpétua durant près d'un quart de siècle jusqu'en 1950, date à laquelle il est surpassé en 11 heures 5 secondes. À son arrivée, il est acclamé à Folkestone et à Douvres, deux nageuses anglaises l'escortant jusqu'à terre.
En novembre 1926 il est reçu en grande pompe au siège des Etablissements Hémard (qui deviendront par la suite la société Pernod) à Montreuil pour se voir remettre la Coupe de l'Amourette par son directeur André Hémard.
En août 1927, Georges Michel participe à la course de la traversée du lac Ontario, soit 33,8 km à parcourir. Il finit deuxième, derrière l'allemand Vierkoetter, boulanger à Cologne. Cette performance lui permet d'empocher 7 500 dollars (30 000 dollars pour Vierkoetter). Peu auparavant, il avait tenté en vain la traversée du lac Léman.
En septembre 1928, il est le dernier à abandonner au bout de douze milles dans une eau à 10°, lors du marathon nautique de Toronto, épreuve annuelle sur le lac Ontario, alors que plus de vingt nations étaient représentées (quinze milles théoriquement à parcourir).
Il évoluait principalement en over arm stroke lent.

## Distinctions
- Médaille d'honneur de la Ville de Boulogne-sur-Mer le 11 septembre 1926, au retour de sa traversée.
- 16e grand prix de l’Académie des Sports en 1927.

## Galerie

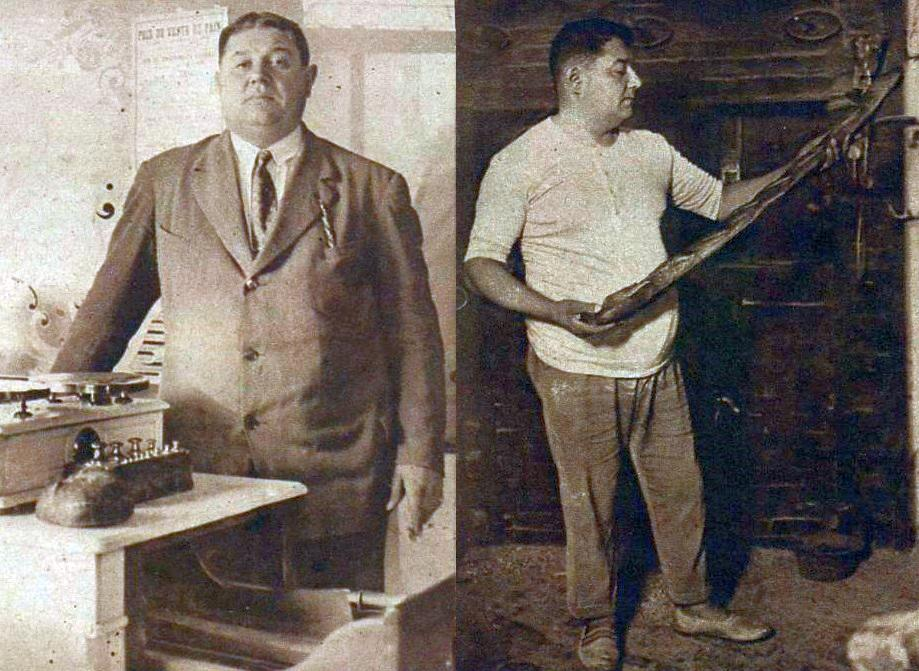
Georges Michel dans sa boulangerie en 1926-1927.
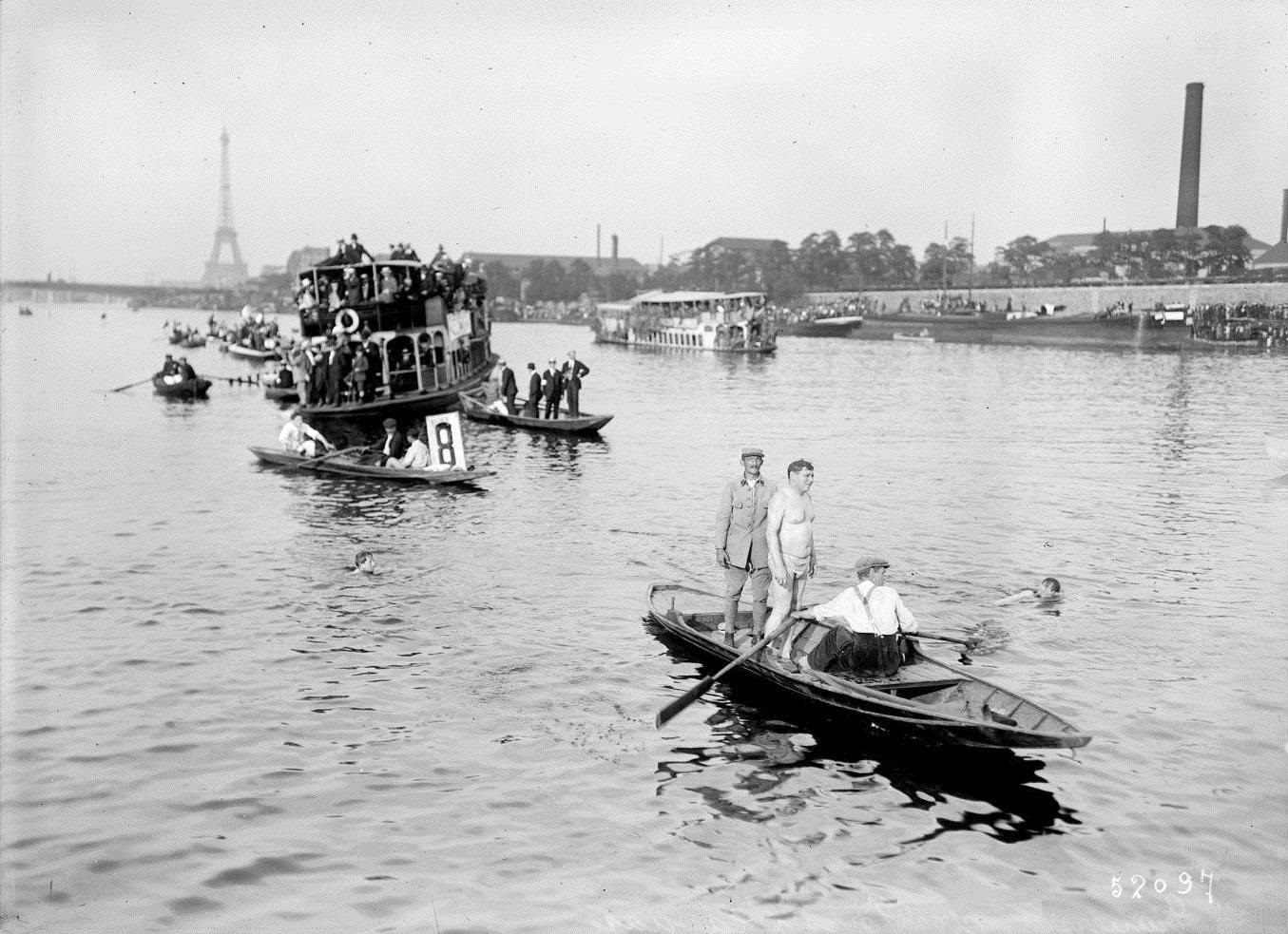
La traversée de Paris 1918, victorieuse pour Géo Michel.
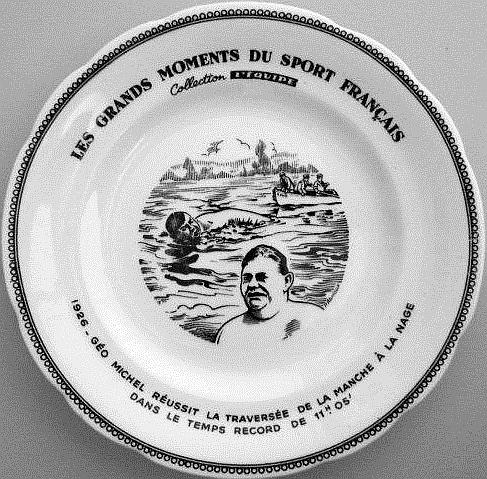
« Géo » Michel, premier Français à traverser la Manche. Assiette commémorative éditée par L'Équipe.
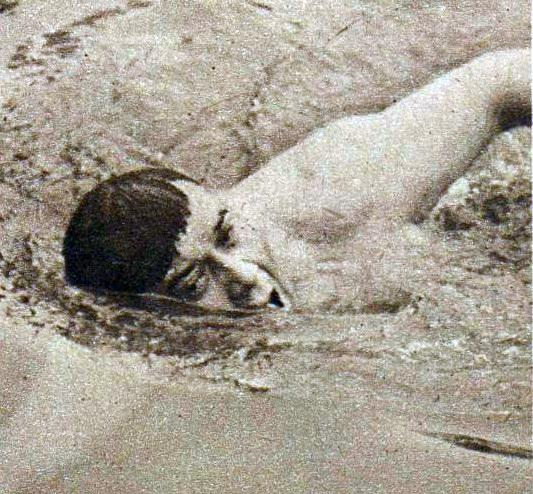
Georges Michel, premier français à traverser la Manche, en 1926.
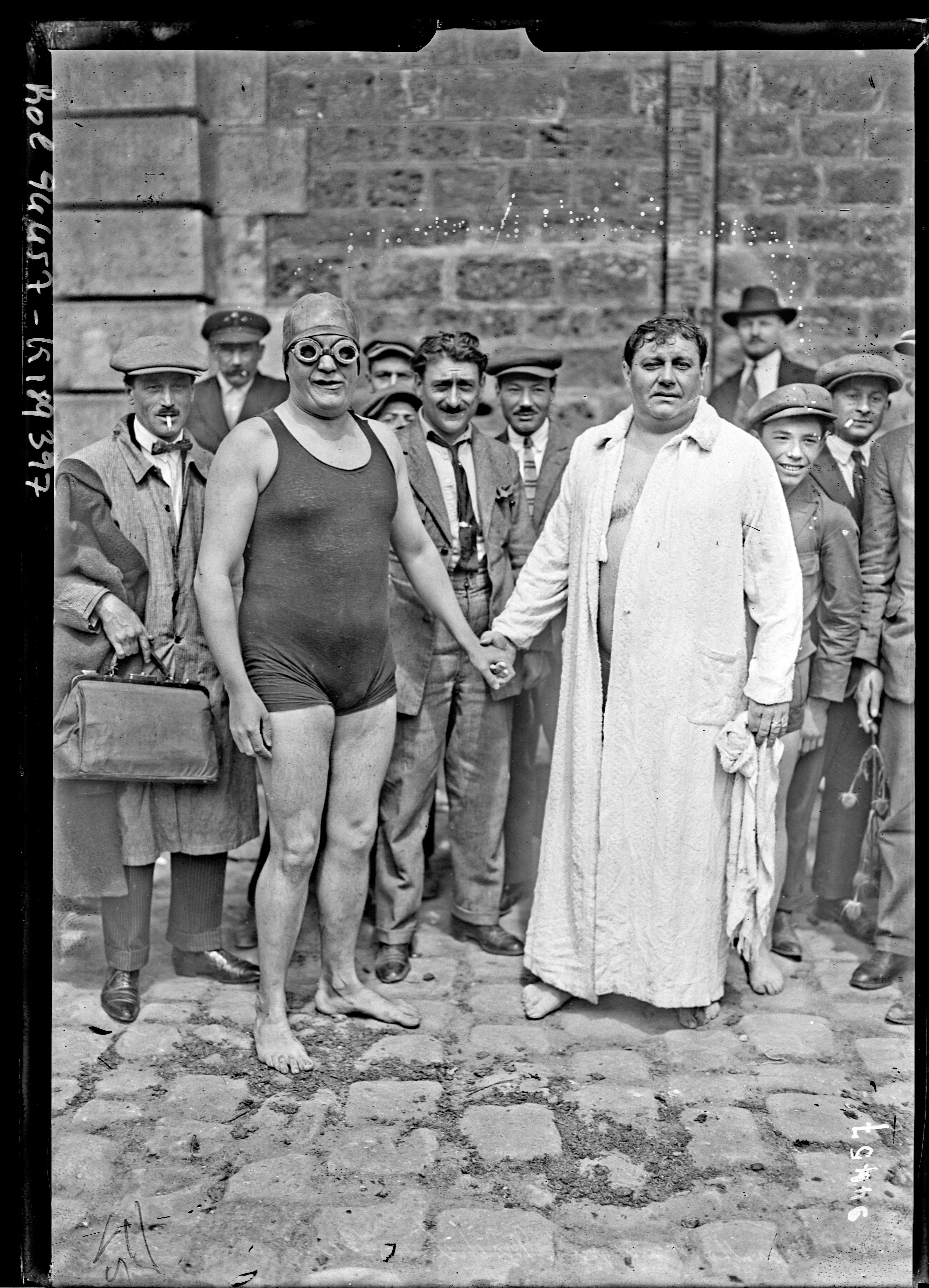
Marathon nautique Corbeil-Paris de 1924, le 2e Georges Michel pose avec la vainqueur Albert Chrétien.
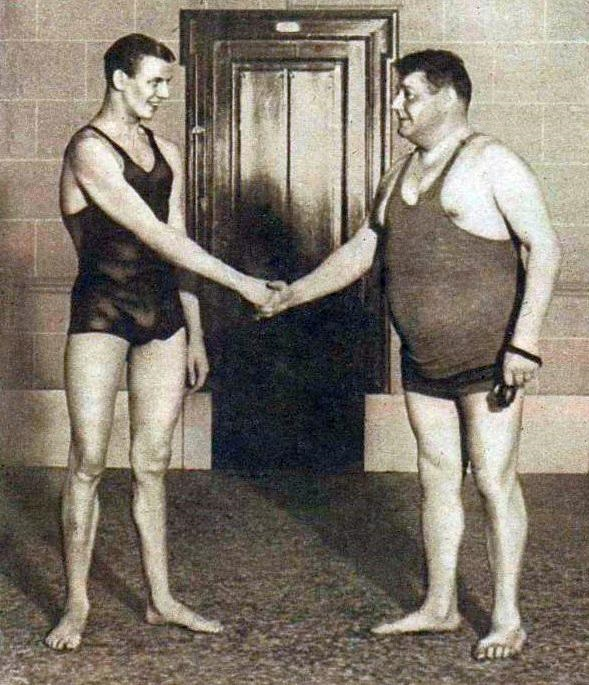
Arne Borg et Georges Michel à Bruxelles en avril 1927 lors d'une exhibition nautique.